# Stellaria trimorpha
Stellaria trimorpha är en nejlikväxtart som beskrevs av Takenoshin Nakai. Stellaria trimorpha ingår i släktet stjärnblommor, och familjen nejlikväxter. Inga underarter finns listade i Catalogue of Life.